# Шезлонг

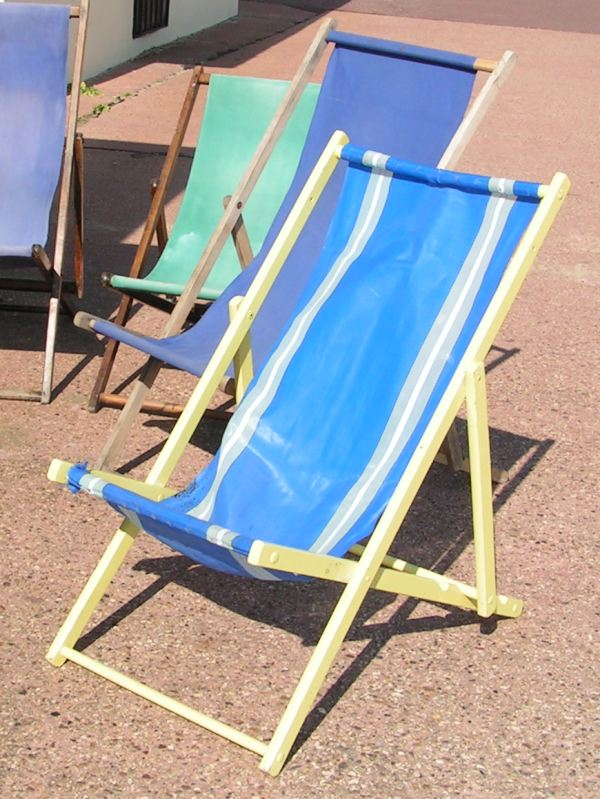
Шезлонг з дерев'яною рамою

Шезло́нг (фр. chaise longue — «довгий стілець»; у самій французькій так називають кушетки) — легке крісло для відпочинку напівлежачи, трансформоване на час використання.
Використовуються на пляжах, біля відкритих басейнів, можуть використовуватися як садові меблі, на відкритих терасах і для обладнання інших місць відпочинку.
Сучасні шезлонги виготовляються з масивної деревини, пластика, алюмінію і синтетичних тканин.

## Історія
Перші шезлонги були зроблені з двох прямокутних дерев'яних рам, поєднаних разом прямокутником, щоб зберегти його у вертикальному положенні. Прямокутний шматок полотна, такий як використовують в гамаках, був прикріплений до двох дерев'яних прямокутників, щоб забезпечити місце для сидіння і підтримку. Використання цільного широкою полотна, спочатку оливково-зелениого кольору, а пізніше, як правило, яскраво кольорових смуг, було запатентовано британським винахідником на ім'я Аткінс в кінці 19-го століття. Класичний шезлонг може бути закріплений в одному положенні. Пізніше, смужки деревини, які знаходяться позаду, були подовжені і оснащені опорами так, що утворилося кілька можливих позицій, сидячи. Знімна підставка для ніг може також додати до комфорту користувача.
Рухомі шезлонги стали дуже популярними в кінці 19 і початку 20 століть. Під час золотої ери океанських лайнерів, стали популярними шезлонги на палубах суден, що були зарезервовані для особливих пасажирів. Такі шезлонги були на борту «Титаніка».